# Mansa schoutedeni
Mansa schoutedeni là một loài tò vò trong họ Ichneumonidae.